# Salvatore Lanzetti
Salvatore Lanzetti (Nàpols, 1710 - Torí, 1780) fou un músic italià. Després de cursar música al Conservatori de Santa Maria di Loreto, entrà al servei del rei de Sardenya. a més d'una col·lecció de sonates per a violoncel, publicada a Amsterdam el 1736, confegí una obra didàctica titulada «Principes de l'application du Violoncelle par tous les Tons» (en català, Principis de digitació per al violoncel en tots els tons).